# Anna Rogowska
Anna Rogowska (* 21. Mai 1981 in Gdynia) ist eine polnische Stabhochspringerin. Sie war 2009 Weltmeisterin und 2004 Olympiadritte.
Bereits im Alter von 14 Jahren begann sie den damals noch ungewöhnlichen Sport für Frauen. Den Sprung in die Weltspitze schaffte sie 2003, als sie zum ersten Mal im polnischen Nationaldress bei den Hallenweltmeisterschaften in Birmingham antrat und Sechste wurde. Sie wuchs schnell zu einer Konkurrentin von Monika Pyrek heran, und so kann man davon sprechen, dass ein ähnlicher sportlicher Wettkampf zwischen Rogowska und Pyrek in Polen stattfindet wie in Russland zwischen Swetlana Feofanowa und Jelena Issinbajewa.
Bei den Weltmeisterschaften 2003 in Paris/Saint-Denis konnte Pyrek sich noch mit einem vierten Platz gegenüber dem siebten Platz von Rogowska in der innerpolnischen Konkurrenz behaupten. Das Leistungsniveau von Rogowska wurde in der Saison 2004 jedoch immer stärker, und bei den Olympischen Spielen in Athen gewann sie dann auch die Bronzemedaille vor Monika Pyrek als Vierte.
Bei den Halleneuropameisterschaften in Madrid gewann Rogowska mit 4,75 m Silber hinter Issinbajewa und vor Pyrek. Am 22. Juli 2005 verbesserte sie in London den polnischen Rekord auf 4,80 m. Sie wurde bei diesem Meeting Zweite hinter Jelena Issinbajewa, die bei diesem Wettbewerb als erste Frau über 5,00 m sprang. Mit diesem Rekord galt sie auch bei den Weltmeisterschaften 2005 in Helsinki als Anwärterin auf eine Medaille. Sie scheiterte jedoch bereits an der Höhe von 4,50 m. Weltmeisterin wurde Issinbajewa mit der neuen Weltrekordhöhe von 5,01 m, und die Silbermedaille ging Monika Pyrek. Bei den Hallenweltmeisterschaften 2006 in Moskau gewann Rogowska Silber. Im Sommer konnte sie verletzungsbedingt nicht an den Europameisterschaften in Göteborg teilnehmen. Bei den Halleneuropameisterschaften 2007 gewann sie Bronze.

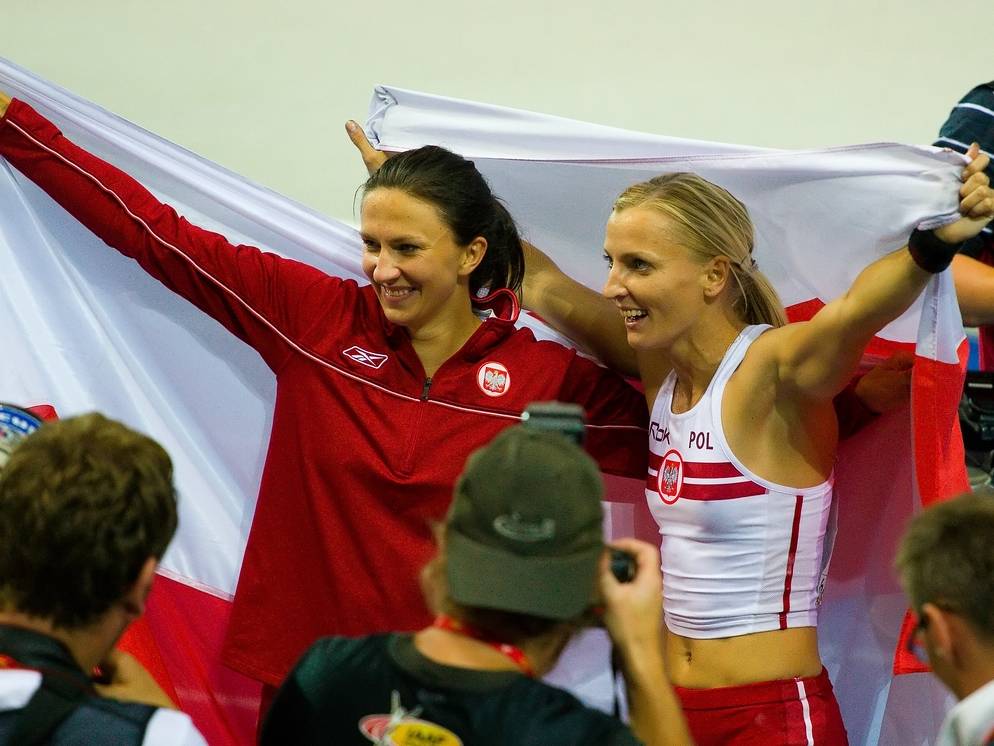
Rogowska (rechts) bei den Weltmeisterschaften 2009

Ihren größten Erfolg errang Rogowska bei den Weltmeisterschaften 2009 in Berlin, wo sie mit übersprungenen 4,75 m vor Monika Pyrek und der US-Amerikanerin Chelsea Johnson den Weltmeistertitel gewann. Im Jahr darauf gewann sie bei den Hallenweltmeisterschaften in Doha die Bronzemedaille. 2011 wurde sie in Paris Halleneuropameisterin und verbesserte dabei den polnischen Rekord auf 4,85 Meter. Im März 2013 gewann sie bei den Halleneuropameisterschaften im schwedischen Göteborg die Silbermedaille im Stabhochsprung.
Rogowska ist Sportstudentin an der Universität Danzig. Sie hat bei einer Größe von 1,70 m ein Wettkampfgewicht von 52 kg.